# Eriobotrya serrata
Eriobotrya serrata là loài thực vật có hoa trong họ Hoa hồng. Loài này được J.E. Vidal mô tả khoa học đầu tiên năm 1965.